# Ramingining
Ramingining ist ein Ort im Northern Territory in Australien, der etwa 560 Kilometer östlich von Darwin liegt. Er befindet sich am Ende des Arafura Swamp, einem Sumpfgebiet im Arnhem Land, das von den Aborigines traditionell genutzt wird. Im Ort und in der Umgebung befindet sich eine starke und weltweit anerkannte Künstlerkolonie der Aborigines, die Ramingining Community.

## Ort
Der Ort wurde in den frühen 1970er Jahren als Aborigineland auf der Rechtsbasis des Aboriginal Land Rights (Northern Territory) Act 1976 von 1976 gegründet. Es gibt in der Nähe des Ortes eine Landepiste, ein Geschäft zum Einkaufen, eine Schule, eine Polizeistation und eine Klinik mit vier Krankenschwestern. Djambarrpuyngu ist die Sprache, die hauptsächlich in Ramingining verwendet wird, wie auch Gupapuyngu und Ganalbingu. Im Dorf herrscht ein absolutes Alkoholverbot.
Die Aborigines der Ramingining Community nutzen den in der Nähe befindlichen Sumpf zum Fischen, zur Jagd und zum Sammeln von Naturprodukten, wie beispielsweise Eier von Gänsen und Krokodilen. In diesem Gebiet ist einer der wenigen tropischen Sümpfe, den die Aborigine traditionell nutzen und brandroden. Dies war vor allem auch der Anlass für den Film Ten Canoes, der dort gedreht wurde (siehe weiter unten).

## Künstlerkolonie Ramningining
Die Künstlergemeinde aus der Ramingining-Region ist national und international bekannt für ihre Bildhauerarbeiten, wie auch für ihre gemalten Kunstwerke.

### Aborigine-Memorial

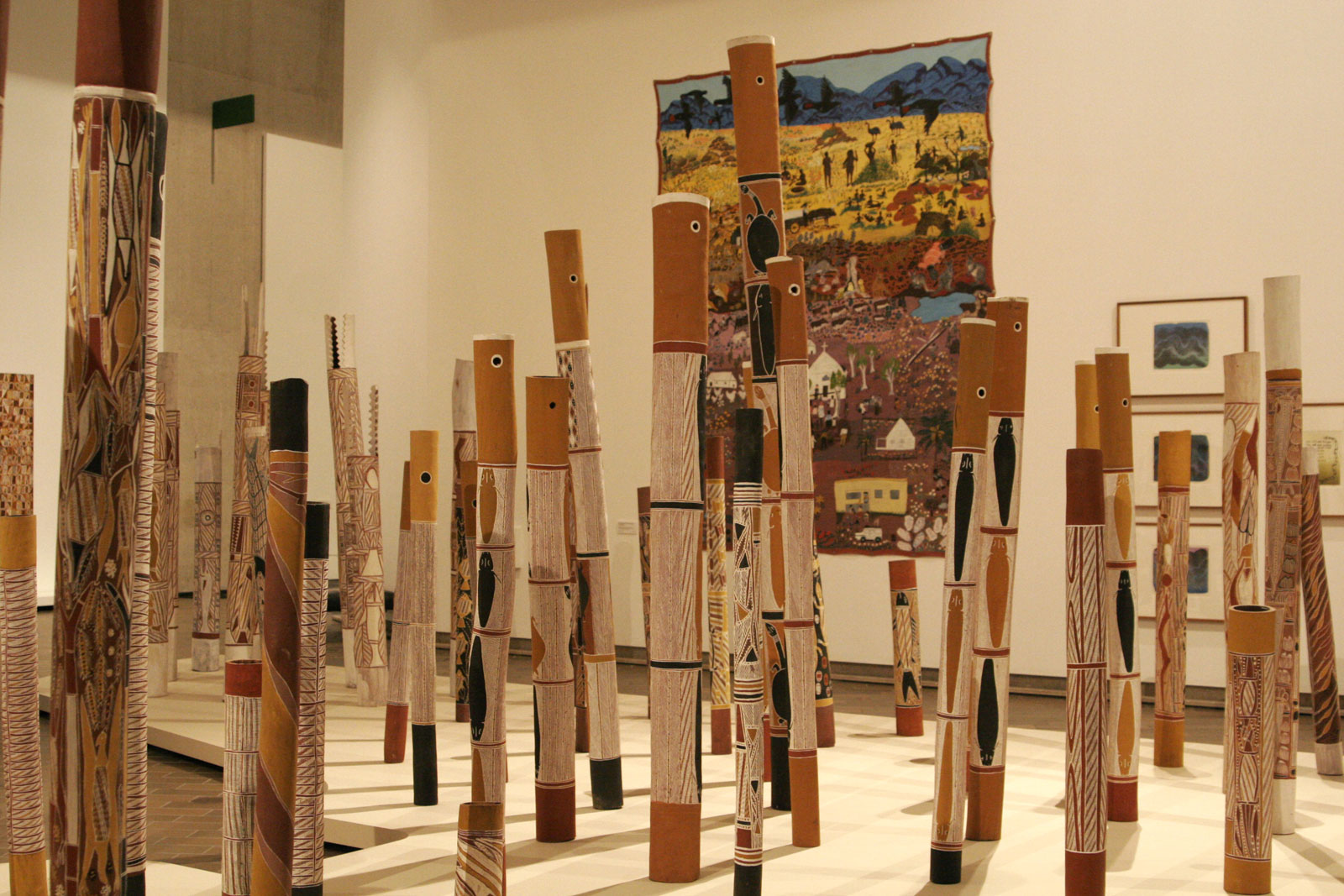
Aborigine-Memorial von 1988

43 Künstler aus Ramingining und Umgebung stellten das Aboriginal-Memorial im Foyer der National Gallery of Australia in Canberra auf. 1988 wurde dieses Denkmal für Aborigines und Torres Strait Islander in der National Gallery of Australia in Canberra enthüllt, das aus 200 hohlen Baumstamm-Grabmalen – ähnlich wie sie für Beerdigungszeremonien im Arnhem Land benutzt werden – bestand. Es wurde erstellt für die 200-Jahr-Feier der britischen Kolonisation Australiens und ist in Erinnerung an jene Aborigines, die bei Konflikten mit den Siedlern starben. Der Pfad, der durch die Mitte führt, stellt den Glyde River dar. Unter den 200 Werken befinden sich 10 Grabzeichen von David Malangi, einem bekannten Künstler dieser Region.

### Ramingining-Sammlung
1983 wurde ein Auftrag für eine sogenannte Ramingining Sammlung erteilt, die von den Künstlerinnen und Künstlern der Region zusammengestellt wurde. Djon Mundine, einem Kunstberater und Kurator, der mit Aborigines im Arnhemland zusammenarbeitete, sollte die detaillierte Zusammenstellung von Werken der Region organisieren, die sämtliche Lebens- und Arbeitsbereiche des Lebens der Aborigines, wie Geräte von künstlerischem Wert des täglichen Lebens, Handwerks- und Arbeitsgeräte, Musikinstrumente, ferner auch mythologische Traditionen und Gepflogenheiten, abbilden sollte. Auf diesem Weg entstand die Ramingining Collection of the Museum of Contemporary Art, die als erste umfassende Ausstellung von Werken zeitgenössischer Kunst der Aborigines aus einer eng umgrenzten Region vom Museum of Contemporary Art Sydney erworben wurde. Sie wurde im Jahre 2001 anlässlich des „Aboriginal Memorial“ im Sprengelmuseum in Hannover ausgestellt.

### Film: Ten Canoes
Im Jahre 2006 entstand der Film Ten Canoes, der in der Umgebung und in der Gemeinschaft vom Ramingining unter Beteiligung einiger Künstler aus Ramingining gedreht wurde. Die Bedeutung dieser Films liegt darin, dass er die Kulturregion und das dortige Aborigine-Leben am Rande des Arnhemlands ins Licht der internationalen Öffentlichkeit brachte. Er erhielt einen Kritikerpreis auf dem Filmfestival in Cannes.